# Wedelia juxtlahuacana
Wedelia juxtlahuacana là một loài thực vật có hoa trong họ Cúc. Loài này được B.L.Turner mô tả khoa học đầu tiên năm 2004.